# Kia EV3
La Kia EV3 è un'autovettura elettrica prodotta dalla casa automobilistica sudcoreana Kia Motors a partire dal 2024.

## Descrizione

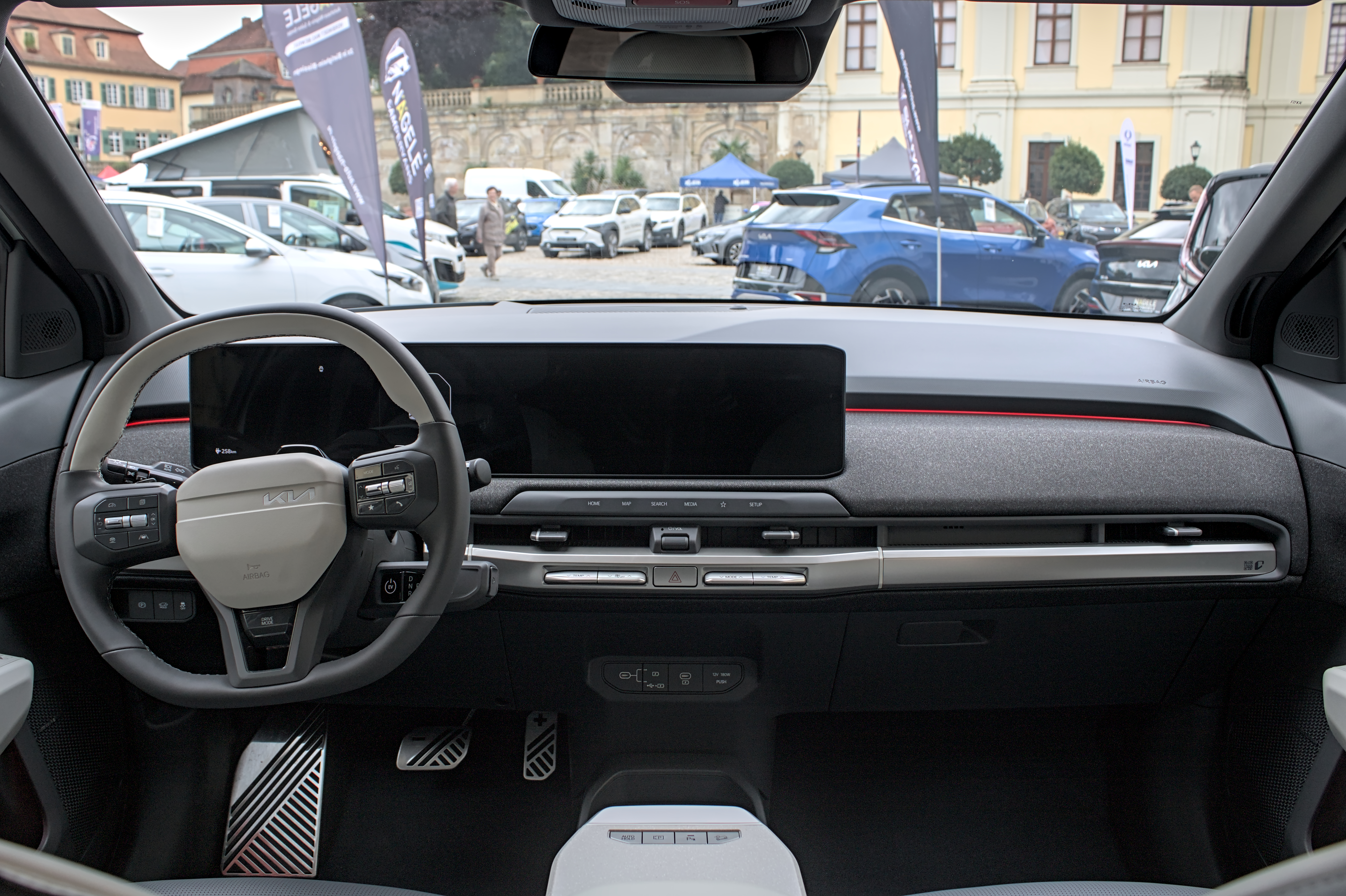
Interni

Terzo modello Kia sviluppato sulla piattaforma E-GMP, la stessa della Ioniq 5, la EV5 è la quarta vettura del costruttore sudcoreano concepita fin dalla progettazione con motorizzazione completamente elettrica.
L'EV3 è stata presentata in anteprima da una concept car il 12 ottobre 2023 durante l'evento Kia EV Day e poi esposta al Salone di Los Angeles a novembre. La versione di produzione è stata svelata il 23 maggio 2024.
Il cruscotto ha tre display: un quadro strumenti da 12,3", un touchscreen da 5" per i comandi e un sistema di infotainment touchscreen da 12,3". Altre peculiarità includono un head-up display (HUD) da 12 pollici, un tavolo scorrevole e un vano portaoggetti nella console centrale. Il bagagliaio è da 460 litri.
La vettura è dotata del pacchetto di sicurezza Advanced Driving Assistance Systems (ADAS) combinato con la funzione Electric Dynamic Torque Vectoring Control (eDTVC), Digital Key 2.0 che consente di utilizzare lo smartphone al posto della chiavi fisica, Remote Smart Parking Assist e il primo modello Kia a debuttare con la funzione di frenata rigenerativa i-Pedal 3.0.